# Salix commutata
Salix commutata är en videväxtart som beskrevs av Michael Schuck Bebb. Salix commutata ingår i släktet viden, och familjen videväxter. Inga underarter finns listade i Catalogue of Life.